# 韋奧特 (加利福尼亞州)
韋奧特（英語：Weott）是位於美國加利福尼亞州洪堡縣的一個人口普查指定地區。

## 地理
韋奧特的座標為40°19′19″N 123°55′18″W / 40.32194°N 123.92167°W，而該地最高點為海拔高度91米（即300英尺）。

## 人口
根據2010年美國人口普查的數據，韋奧特的面積為1.998平方千米，當中陸地面積為1.949平方千米，而水域面積為0.049平方千米。當地共有人口288人，而人口密度為每平方千米144人。